# A Kirby Buckets kalandjai epizódjainak listája
Ez a lap a Kirby Buckets kalandjai című amerikai televíziós sorozat epizódjait tartalmazza.

## Évados áttekintés
| Évad | Évad | Epizódok | Eredeti sugárzás  | Eredeti sugárzás    | Magyar sugárzás   | Magyar sugárzás  |
| Évad | Évad | Epizódok | Évadpremier       | Évadfinálé          | Évadpremier       | Évadfinálé       |
| ---- | ---- | -------- | ----------------- | ------------------- | ----------------- | ---------------- |
|      | 1    | 21       | 2014. október 20. | 2015. augusztus 19. | 2016. május 28.   | 2017. február 5. |
|      | 2    | 25       | 2015. október 7.  | 2016. augusztus 29. | 2017. február 12. | 2021. február 3. |
|      | 3    | 13       | 2017. január 16.  | 2017. február 2.    | TBA               | TBA              |

## Első évad
| #   | #   | Eredeti cím                         | Magyar cím                       | Rendezte             | Írta                     | Eredeti premier     | Magyar premier    |
| --- | --- | ----------------------------------- | -------------------------------- | -------------------- | ------------------------ | ------------------- | ----------------- |
| 1.  | 1.  | Cars, Buses and Lawnmowers          | Kocsik, buszok és fűnyírók       | Walt Becker          | Mike Alber & Gabe Snyder | 2014. október 20.   | 2016. május 28.   |
| 2.  | 2.  | Flice of the Living Dead            | Az élő hullák légytervei         | Savage Steve Holland | Shawn Simmons            | 2014. október 27.   | 2017. február 10. |
| 3.  | 3.  | The Legend of Prank Williams, Jr.   | Cseles Williams Jr. legendája    | David Kendall        | Joe Stillman             | 2014. november 3.   | 2016. május 29.   |
| 4.  | 4.  | The Year of Fridays                 | A "minden péntek" éve            | Walt Becker          | Kristofor Brown          | 2014. november 10.  | 2016. június 4.   |
| 5.  | 5.  | Kirby Almighty                      | A mindenható Kirby               | Savage Steve Holland | Joe Stillman             | 2014. november 17.  | 2016. június 5.   |
| 6.  | 6.  | Killer Puppies                      | A gyilkos kór                    | Walt Becker          | Mike Alber & Gabe Snyder | 2014. november 24.  | 2016. június 11.  |
| 7.  | 7.  | Art Attack                          | Támad a művészet                 | Steven Tsuchida      | Nicole Shabtai           | 2014. december 1.   | 2016. június 12.  |
| 8.  | 8.  | Kirby's Choice                      | Kirby választása                 | Steven Tsuchida      | Ed Bedrosian             | 2015. február 2.    | 2016. június 18.  |
| 9.  | 9.  | Mac's Back                          | Mac visszatér                    | Eyal Gordin          | Mike Alber & Gabe Snyder | 2015. február 9.    | 2016. június 19.  |
| 10. | 10. | Kick the Buckets                    | Buckets felügyelők               | David Kendall        | Joe Stillman             | 2015. február 23.   | 2016. június 25.  |
| 11. | 11. | It's a Brad, Brad, Brad, Brad World | A félelmetes Bradek              | Eyal Gordin          | Shawn Simmons            | 2015. március 16.   | 2016. június 26.  |
| 12. | 12. | Gimme Some Room                     | A dühöngő                        | Alex Winter          | Nicole Shabtai           | 2015. március 23.   | 2016. július 2.   |
| 13. | 13. | Day of the Cat                      | A macska napja                   | Jay Karas            | Steve Leff               | 2015. április 6.    | 2016. július 3.   |
| 14. | 14. | The Rise and Fall of 4th Period     | A 4. óra felemelkedése és bukása | Jay Karas            | Shawn Simmons            | 2015. június 17.    | 2016. július 9.   |
| 15. | 15. | The Hurt Box                        | Sérelmek doboza                  | Jay Karas            | Shawn Simmons            | 2015. június 24.    | 2016. július 10.  |
| 16. | 16. | Get a Grip                          | Egy tótágast álló világban       | Eyal Gordin          | Kevin A. Garnett         | 2015. július 1.     | 2016. július 16.  |
| 17. | 17. | All Hands on Dexter                 | Minden kéz Dexteren              | Alex Winter          | Ed Bedrosian             | 2015. július 8.     | 2016. július 17.  |
| 18. | 18. | The AV Kid                          | Az AV srác                       | Walt Becker          | Mike Alber & Gabe Snyder | 2015. július 15.    | 2016. július 23.  |
| 19. | 19. | The Mother of All Lies              | Minden hazugságok anyja          | Walt Becker          | Joe Stillman             | 2015. július 22.    | 2016. július 24.  |
| 20. | 20. | Send in the Clowns                  | Kutyaszorítóban                  | David Kendall        | Ed Bedrosian             | 2015. augusztus 12. | 2016. július 30.  |
| 21. | 21. | Viva la Dad                         | Viva la apu                      | David Kendall        | Ed Bedrosian             | 2015. augusztus 19. | 2017. február 5.  |

## Második évad
| #   | #   | Eredeti cím                       | Magyar cím              | Írta                 | Rendezte                   | Eredeti premier     | Magyar premier    |
| --- | --- | --------------------------------- | ----------------------- | -------------------- | -------------------------- | ------------------- | ----------------- |
| 22. | 1.  | Failure to Launch                 | Kir-bumm                | Eyal Gordin          | Mike Alber & Gabe Snyder   | 2015. október 7.    | 2017. február 19. |
| 23. | 2.  | The Gil in My Life                | Életem asszonyai        | David Kendall        | Timothy Stack              | 2015. október 14.   | 2017. február 26. |
| 24. | 3.  | The School Spirit                 | Az összetartás ereje    | Eyal Gordin          | Kristofor Brown            | 2015. október 21.   | 2017. február 12. |
| 25. | 4.  | War and Pizza                     | Háború és pizza         | Linda Mendoza        | Shawn Simmons              | 2015. október 28.   | 2017. március 5.  |
| 26. | 5.  | The Kirbinator                    | A Kirbinátor            | Linda Mendoza        | JD Ryznar                  | 2015. november 4.   | 2017. március 12. |
| 27. | 6.  | Balloonacy!                       | Lufi rémálom            | David Kendall        | Farhan Arshad              | 2015. november 18.  | 2017. március 19. |
| 28. | 7.  | Kirby Sells Out                   | Kirby lázadása          | Eyal Gordin          | Kyle Mack                  | 2015. november 25.  | 2017. március 26. |
| 29. | 8.  | It's a Kirbyful Life!             | Kirby élete             | David Kendall        | Marissa Berlin             | 2015. november 30.  | 2017. december 5. |
| 30. | 9.  | Atta Boy                          | Szép volt fiam          | Jay Karas            | Ed Bedrosian               | 2015. december 2.   | 2017. április 2.  |
| 31. | 10. | I, Gregory                        | Én, Gregory             | Eyal Gordin          | Mike Alber & Gabe Snyder   | 2016. január 27.    | 2017. április 9.  |
| 32. | 11. | Weekend with Inga                 | Hétvége Ingával         | Jay Karas            | Shawn Simmons              | 2016. február 10.   | 2017. április 23. |
| 33. | 12. | Ripper Impossible                 | A kicikizés             | Eyal Gordin          | Ben Glass & Ross Zimmerman | 2016. február 17.   | 2017. április 30. |
| 34. | 13. | Kirby to the Max                  | Kirby a maxon           | David Kendall        | Timothy Stack              | 2016. február 24.   | 2017. május 7.    |
| 35. | 14. | Oh Bros, Where Are Thou?          | Tesósági nap            | David Kendall        | Marissa Berlin             | 2016. március 2.    | 2017. május 14.   |
| 36. | 15. | Twinsies                          | Az ikrek                | Eyal Gordin          | Kyle Mack                  | 2016. március 9.    | 2017. május 21.   |
| 37. | 16. | Say Uncle                         | Totál észbontó          | Eyal Gordin          | JD Ryznar                  | 2016. március 16.   | 2017. május 28.   |
| 38. | 17. | When Mitchell Met Dad             | Apu az igazgatóval      | Eyal Gordin          | Mike Alber & Gabe Snyder   | 2016. március 23.   | 2021. január 28.  |
| 39. | 18. | Mitchell's Gauntlet               | A Mitchell párbaj torna | Savage Steve Holland | Mike Alber & Gabe Snyder   | 2016. március 30.   | 2021. január 28.  |
| 40. | 19. | Call of Doodie                    | A legendás hagyaték     | Joe Menendez         | Joe Stillman               | 2016. június 20.    | 2021. január 29.  |
| 41. | 20. | Tunnel Babies                     | A hősök hőse            | Joe Menendez         | JD Ryznar                  | 2016. június 27.    | 2021. január 29.  |
| 42. | 21. | Buckets of Money                  | Egy vödör pénz          | David Kendall        | Bijan Shams-Pirzadeh       | 2016. július 11.    | 2021. február 2.  |
| 43. | 22. | Torche                            | Megperzselve            | David Kendall        | Ed Bedrosian               | 2016. július 25.    | 2021. február 1.  |
| 44. | 23. | Me Time: The Ballad of Mac and Mo | A ballada               | Savage Steve Holland | Shawn Simmons              | 2016. augusztus 15. | 2021. február 1.  |
| 45. | 24. | Battle of the Ballot              | A diákelnöki választás  | Kristofor Brown      | Kristofor Brown            | 2016. augusztus 22. | 2021. február 2.  |
| 46. | 25. | The Good                          | A cucc                  | Kristofor Brown      | Mike Alber & Gabe Snyder   | 2016. augusztus 29. | 2021. február 3.  |

## Harmadik évad: Warped
| #   | #   | Eredeti cím                              | Magyar cím                             | Rendezte             | Írta                       | Eredeti premier  | Magyar premier |
| --- | --- | ---------------------------------------- | -------------------------------------- | -------------------- | -------------------------- | ---------------- | -------------- |
| 47. | 1.  | Yep, This is Happening                   | Igen, tényleg megtörténik              | Kristofor Brown      | Mike Albert & Gabe Snyder  | 2017. január 16. |                |
| 48. | 2.  | Bad Seed                                 | Pelyva                                 | Mathew Rudenberg     | Kristofor Brown            | 2017. január 17. |                |
| 49. | 3.  | Queen For a Dawn                         | Pünkösdi királyság                     | Trish Sie            | Timothy Stack              | 2017. január 18. |                |
| 50. | 4.  | Forest Hills Blues                       | Forest Hills Blues                     | Trish Sie            | Romanski                   | 2017. január 19. |                |
| 51. | 5.  | Cool Chad                                | Király Chäd                            | Jay Karas            | Mike Alber & Gabe Snyder   | 2017. január 20. |                |
| 52. | 6.  | The Unpranked                            | A kiválasztott                         | Jay Karas            | Ed Bedrosian               | 2017. január 23. |                |
| 53. | 7.  | Commander Kirbo                          | Kirbo parancsnok                       | David Kendall        | Kyle Mack                  | 2017. január 24. |                |
| 54. | 8.  | Dr. Mac 'n Cheese's Labyrinth of Horrors | Dr. Sajtos Makaróni Horror Labirintusa | David Kendall        | Erin Wagoner               | 2017. január 25. |                |
| 55. | 9.  | Closing Time                             | Záróra                                 | Troy Rowland         | Bijan Shams-Pirzadeh       | 2017. január 26. |                |
| 56. | 10. | A Tale of Two Kirbys                     | Két Kirby története                    | Skot Bright          | Mike Alber & Gabe Snyder   | 2017. január 30. |                |
| 57. | 11. | That Sinking Feeling                     | A süllyedő érzés                       | Savage Steve Holland | Ben Glass & Ross Zimmerman | 2017. január 31. |                |
| 58. | 12. | Orbed and Dangerous                      | Forgó és veszélyes                     | Savage Steve Holland | Kristofor Brown            | 2017. február 1. |                |
| 59. | 13. | Yep, Still Happening                     | Igén, még zajlik                       | Kristofor Brown      | Mike Alber & Gabe Snyder   | 2017. február 2. |                |